# Ligne de Port-Sainte-Marie à Riscle
La ligne de Port-Sainte-Marie à Riscle est une ligne ferroviaire française, longue de 115 kilomètres, établie dans les départements de Lot-et-Garonne et du Gers. Elle relie la gare de Port-Sainte-Marie (à proximité d'Agen) sur la ligne de Bordeaux-Saint-Jean à Sète-Ville à celle de Riscle sur la ligne de Morcenx à Bagnères-de-Bigorre.
Elle constitue la ligne 643 000 du réseau ferré national.
Actuellement, le tronçon de Port-Sainte-Marie à Condom est fermé et celui d'Eauze à Riscle n'est pas exploité (fermé avec maintien en place de la voie). Le tronçon de Condom à Eauze a été déclassé.
Utilisations de la voie par des loisirs :
Un petit tronçon de 12 km de la voie est utilisé par le Vélorail de l'Armagnac partant de l'ancienne gare de Nogaro jusqu'à Sorbets après le PN° 81.
Ainsi qu'un train touristique partant de la gare de Nérac prenant un embranchement jusqu'à Mézin.
Le tronçon de Condom à Eauze (33 km) est une voie verte.

## Histoire
La section de Port-Sainte-Marie à Condom avait été concédée par l'État à titre éventuel à la Compagnie des chemins de fer du Midi et du Canal latéral à la Garonne par une convention signée entre le ministre des Travaux publics et la compagnie le 10 août 1868. Cette convention est approuvée à la même date par un décret impérial. Elle a été déclarée d'utilité publique par décret impérial le 31 mars 1869 rendant ainsi la concession définitive. Elle a été ouverte à l'exploitation le 6 juin 1880.
La section de Condom à Riscle est concédée à la Compagnie des chemins de fer du Midi et du Canal latéral à la Garonne par une convention signée le 14 décembre 1875 entre le ministre des Travaux publics et la compagnie. Cette convention est approuvée à la même date par une loi qui déclare la ligne d'utilité publique à titre d'intérêt général,. Elle a été ouverte entre Condom et Eauze en 1888 et entre Eauze et Riscle en 1893.

### Dates de déclassement
- De Gondrin à Eauze (PK 171,000 à 188,640) : 24 février 1975[6].
- De Condom à Gondrin (PK 155,086 à 171,000) : 15 décembre 1999[7].

### Futurs projets
Le 18 juillet 2023, la gestion de la ligne a été transférée à Albret Communauté. S'est alors décidé un projet de voie verte sur la portion de voie allant de Moncrabeau à Feugarolles.
Les travaux d'aménagement de cette piste cyclable devraient avoir lieu entre 2023 et 2024 et la mise en service courant 2025.

## Infrastructure
La ligne dispose d'un vrai tunnel de percement, le tunnel de Trépaterre aussi appelé tunnel de Bel Air. Il se situe sur la commune de Termes d'Armagnac.